# Schistogonia simulans
Schistogonia simulans är en insektsart som beskrevs av Schmidt 1920. Schistogonia simulans ingår i släktet Schistogonia och familjen spottstritar. Inga underarter finns listade i Catalogue of Life.